# ۱۳۷۱ (قمری)
۱۳۷۱ (قمری)، هزار و سیصد و هفتاد و یکمین سال در گاهشماری هجری قمری است. اول محرم این سال برابر با دوم اکتبر سال ۱۹۵۱ میلادی است.